# Санта-Эуфемия (Пенела)
Санта-Эуфемия (порт. Santa Eufémia) — район (фрегезия) в Португалии, входит в округ Коимбра. Является составной частью муниципалитета Пенела. Находится в составе крупной городской агломерации Большая Коимбра. По старому административному делению входил в провинцию Бейра-Литорал. Входит в экономико-статистический субрегион Пиньял-Интериор-Норте, который входит в Центральный регион. Население составляет 1762 человека на 2001 год. Занимает площадь 24,95 км².